# В цирке (рассказ)
«В цирке» — рассказ Александра Куприна, опубликованный в 1902 году. Он получил положительные отзывы в том числе от русских писателей Антона Чехова и Льва Толстого.

## История создания и публикации
Рассказ «В цирке» был опубликован в журнале «Мир божий», в первом номере за 1902 год.
Куприн был довольно хорошо знаком с цирковой тематикой. В детстве он познакомился с цирковым артистом и клоуном Анатолием Дуровым. Писатель сам в 1895 году занимался тяжёлой атлетикой, интересовался классической борьбой, а увлекшись цирком организовал в Киеве атлетическое сообщество.
Работу над рассказом Куприн начал в августе 1901 года, об идее его сюжета он поведал Людмиле Елпатьевской (с ней и её мужем он близко дружил, она даже оказывала ему покровительство в творчестве). Куприна посетила затея написать рассказ о русском профессиональном атлете, которому предстоит сразиться с американским борцом Джоном Ребером. Утром в день поединка он чувствует недомогание, но не может отказаться, так как бой уже широко анонсирован, а сам он внёс 100 рублей на пари. Вдобавок в него вселяется чувство страха, когда он видит своего противника на тренировке. Русский атлет проигрывает бой, а затем и вовсе умирает от разрыва сердца в уборной. Писать рассказ Куприн, по свидетельству его первой жены Марии Куприной-Иорданской, начал в Ялте, на даче писателя Антона Чехова.
При описании болезни своего героя Куприн советовался с Чеховым, так как сам не разбирался в медицине. Фамилия героя Арбузов, по словам самого писателя, не была вымышленной, а была взята у знакомого ему атлета из Одессы.
В декабре 1901 года Куприн отправил оттиск уже набранного для печати рассказа Чехову, желая узнать его мнение о своём произведении.

## Сюжет
Доктор Луховицын осматривает циркового атлета Арбузова, испытывающего недомогания и ставит ему диагноз — гипертрофия сердца. Он также рекомендует ему отказаться от цирковых выступлений, а также от алкоголя. Но Арбузов не может этого сделать, так как у него запланирован бой с американским атлетом Ребером. В случае отказа он будет должен выплатить цирку неустойку в размере 100 рублей. Арбузову становится всё хуже. В цирке он беседует с итальянским акробатом, который рассказывает ему о том, что американские атлеты используют в состязании запрещённые приёмы, которые могут нанести вред здоровью противнику, а то и вовсе убить. Он также становится свидетелем тренировки своего соперника, после чего идёт в буфет, где несмотря на запрет доктора выпивает две рюмки коньяка. В ночь перед боем его мучает лихорадка. Несмотря на все свои недомогания и последние предостережения врача Арбузов выходит на арену, проигрывает, будучи положенным Ребером на лопатки. К этому времени всё происходящее для него кажется уже сном. После боя Арбузов добирается до уборной, где опустившись на кучу какого-то хлама умирает.

## Критика
Рассказ получил положительные отзывы у критиков и публики. Филолог Фёдор Батюшков считал его одним из лучших очерков у Куприна, посвящённых цирку и всему, что с ним связано. Критик Ангел Богданович отмечал точность в изображении описываемых явлений и тонкие психологические портреты его героев, отсутствие шаблонных эпитетов. Чехов, которому Куприн отправил оттиск рассказа ещё до его печати следующим образом охарактеризовал его:
„В цирке“ — это свободная, наивная, талантливая вещь, притом написанная несомненно знающим человеком
Кроме того, Чехов поведал Куприну, что и писателю Льву Толстому понравился его рассказ. Об этом также свидетельствует и биограф последнего Пётр Сергеенко.
В. Н. Афанасьев в своём критико-биографическом очерке отмечал, что в сюжете «В цирке» отсутствуют острые повороты сюжета, гибель главного героя предрешена и ожидаема. Он также отмечает и восхищение писателем человеческой красотой, при этом не только духовной, но и физической. Так врач в самом начале рассказа оглядывает «большое, мускулистое, сильное тело» атлета, а в конце подробно описывает его «почти безукоризненное» телосложение.